# مدل میانگین متحرک
در تحلیل سری‌های زمانی، مدل میانگین متحرک (به انگلیسی: Moving average) یک رویکرد رایج برای مدل‌سازی سری‌های زمانی تک‌متغیره است. MA (q) نشان‌دهنده مدل میانگین متحرک مرتبهٔ q است:
{\displaystyle X_{t}=\mu +\varepsilon _{t}+\theta _{1}\varepsilon _{t-1}+\cdots +\theta _{q}\varepsilon _{t-q}\,}
که در آن μ میانگین سری، θ1 تا θq پارامترهای مدل و εt تا εt−q جملات خطای نویز سفید هستند. متغیر q مرتبهٔ مدل نامیده می‌شود. این عبارت را می‌توان با استفاده از عملگر پسروی B به صورت زیر نوشت:
{\displaystyle X_{t}=\mu +(1+\theta _{1}B+\cdots +\theta _{q}B^{q})\varepsilon _{t}.}
بنابراین یک مدل میانگین متحرک از نظر مفهومی گونه‌ای از رگرسیون خطی مقادیر کنونی سری بر اساس خطای نویز سفید کنونی و پیشین شوک‌های تصادفی است. چنین پنداشته می‌شود که شوک تصادفی در هر نقطه مستقل باشد و از توزیع نرمال با میانگین صفر پیروی کند.

## تفسیر
مدل میانگین متحرک، گونه‌ای از فیلتر پاسخ ضربهٔ محدود است که بر روی نویز سفید اعمال می‌شود. دو تفاوت میان تأثیر شوک‌های تصادفی در این مدل و مدل خودهمبسته وجود دارد. نخست این که به صورت مستقیم در مقادیر آینده سری زمانی منتشر می‌شوند. دوم این که در این مدل، یک شوک تنها بر روی مقادیر X زمان کنونی و q دورهٔ آینده تأثیر می‌گذارد؛ در حالی که شوک در مدل خودهمبسته بر روی بی‌نهایت مقدار X در آینده اثرگذار است.

## برازش مدل
برازش مدل میانگین متحرک پیچیده‌تر از مدل خودهمبسته است، زیرا جمله‌های خطای دارای تأخیر، قابل مشاهده نیستند. در نتیجه، باید به جای روش کمترین مربعات خطی از روش‌های برازش غیر خطی بازگشتی استفاده شود.

### انتخاب مرتبهٔ q
تابع خودهمبستگی یک فرایند MA(q) در تأخیر q+1 و بالاتر، صفر می‌شود. بنابراین می‌توان بیشینهٔ تعداد تأخیر مناسب برای تخمین را با بررسی تابع خودهمبستگی نمونه تعیین کرد.